# Irma Campos Madrigal
Irma Campos (Parral, 1945 - 22 de noviembre de 2009) fue una abogada y activista feminista mexicana, es una de las fundadoras del grupo feminista 8 de Marzo de Chihuahua.

## Biografía
Estudió derecho en la Universidad Autónoma de Chihuahua, junto con otras compañeras creó la asociación estudiantil de mujeres Rosa Luxemburgo. Tiempo después participó activamente en el movimiento universitario. 
En la década de los 80 asesoró a los huelguistas del Sindicato de Aceros de Chihuahua; al terminar el conflicto promovió que las esposas de los trabajadores pudieran ser copropietarias de los bienes que se estaban adjudicando. 
En 1990 fundó, junto con otras feministas, el Grupo 8 de Marzo para visibilizar la violencia en contra de las mujeres en el estado de Chihuahua, incluyendo los feminicidios en Ciudad Juárez, además de promover la agenda en favor de la igualdad.
El 25 de noviembre de 2008, en el marco de la conmemoración del Día Internacional para Erradicar la Violencia contra las Mujeres, el Instituto Chihuahuense de la Mujer la eligió ganadora del premio María Luisa Reynoso, mismo que fue entregado por el gobernador José Reyes Baeza en el Palacio de Gobierno.